# Làng Hanok Jeonju
Làng Hanok Jeonju là một ngôi làng ở thành phố Jeonju, Hàn Quốc. Nó nằm xen giữa các khu phố Pungnam-dong và Gyo-dong. Đây là nơi lưu giữ hơn 800 ngôi nhà truyền thống Hàn Quốc được gọi là Hanok. Ngôi làng nổi tiếng cả với người Hàn Quốc và khách du lịch vì các tòa nhà truyền thống tương phản mạnh mẽ với thành phố hiện đại xung quanh. Nó được Cittaslow xếp hạng là "Thị trấn chậm" Quốc tế vào năm 2010 để ghi nhận nhịp sống thư thái của nó, nơi văn hóa truyền thống và thiên nhiên hài hòa với nhau. Số lượng du khách đến làng Jeonju đã tăng mạnh kể từ những năm 2000. Ngoại trừ Seoul, Jeonju được xếp hạng thứ ba trong số các thành phố du lịch lớn tại Hàn Quốc chỉ sau Jeju và Busan.

## Lịch sử

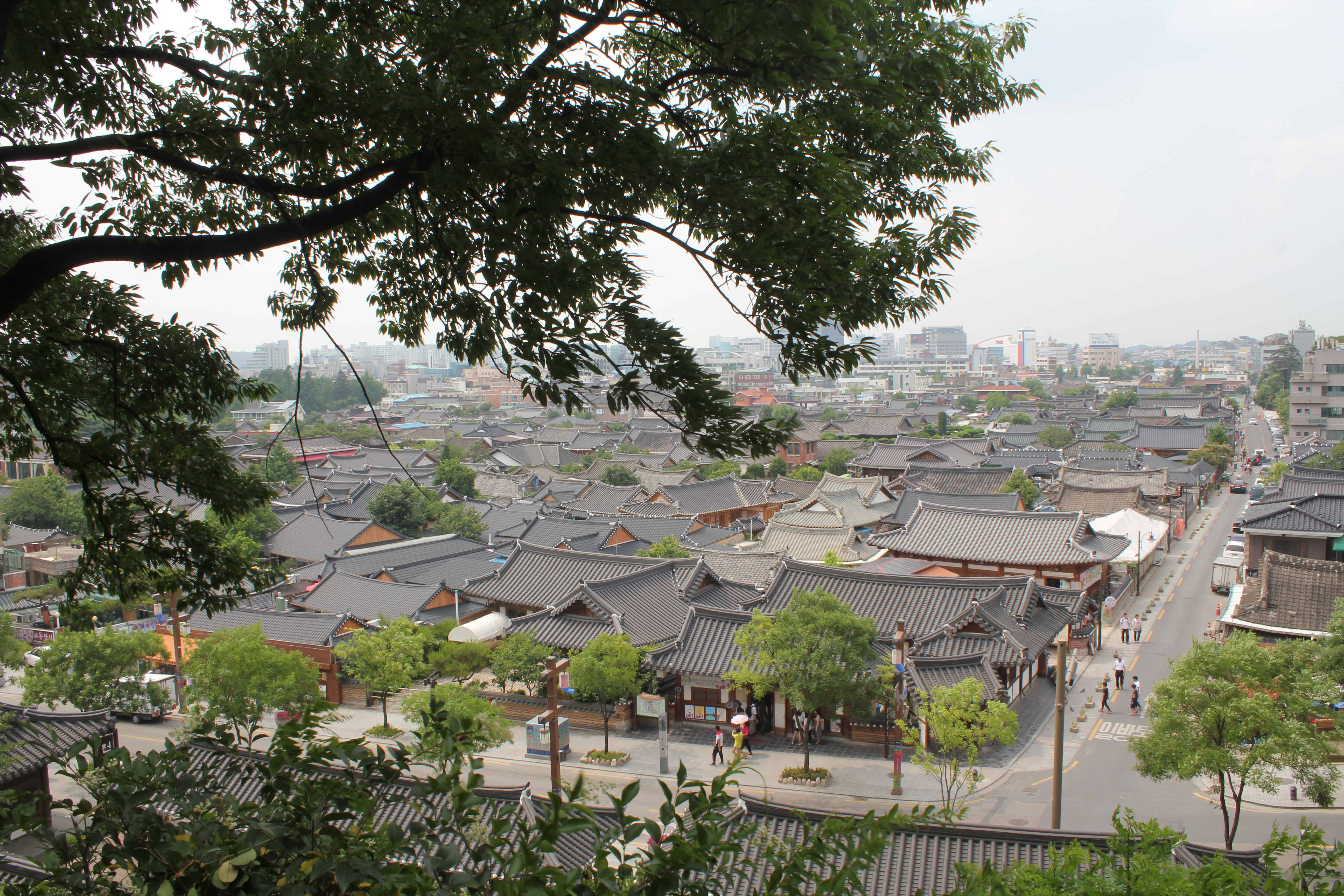
Quang cảnh của làng Hanok Jeonju.

Jeonju đã đóng một vai trò quan trọng trong lịch sử lâu dài của Hàn Quốc. Nó từng là thủ đô của Vương quốc Hậu Bách Tế, được thành lập bởi Chân Huyên vào những năm 900. Jeonju tiếp tục được coi là thủ đô tinh thần của triều đại nhà Triều Tiên vì hoàng tộc Lý bắt nguồn từ đó. Vào thời kỳ đó, Jeonju là trung tâm hành chính của cả Jeolla và Jeju. Đây là lý do tại sao nó được gọi là "vùng đất đất của lịch sử hơn 1000 năm".
Con người bắt đầu định cư ở khu vực Jeonju hơn 10.000 năm trước. Lúc đầu, người ta sống quanh chân núi. Sau đó, dưới thời vương quốc Tân La, mọi người di chuyển vào vùng đất bằng phẳng được bao quanh bởi những ngọn núi. Người dân ở Jeonju bắt đầu xây dựng bức tường phòng thủ quanh thị trấn và nhiều ngôi làng hình thành tự nhiên quanh đó. Những ngôi làng này là sự khởi đầu của làng Hanok hiện tại. Sau khi các bức tường của Jeonju bị phá hủy trong thời kỳ Đế quốc Đại Hàn, khu dân cư trong bức tường bắt đầu mở rộng khắp ra thành các quận Pungnam-dong và Gyo-dong do lưỡng ban chỉ đạo. Ngôi làng đã trở thành một trong những điểm thu hút khách du lịch nổi tiếng nhất của Jeonju.

## Điểm tham quan

### Nhà thờ Jeondong

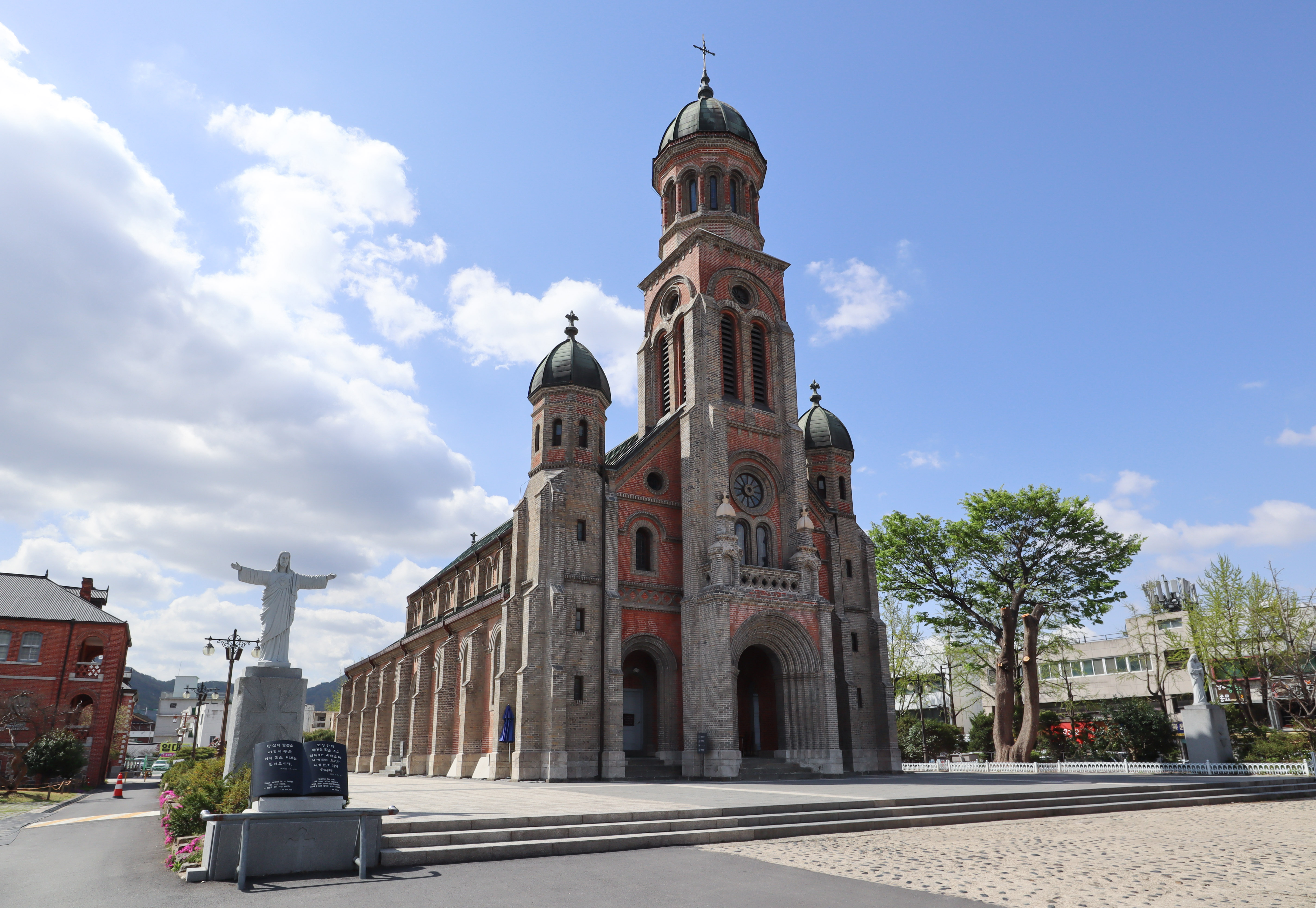
Nhà thờ chính tòa Jeondong.

Nhà thờ Công giáo Jeondong ở Jeonju hoàn thành vào năm 1914 và được thiết kế bởi Priest Poinel, người cũng đã thiết kế Nhà thờ lớn Seoul nổi tiếng ở Seoul. Đây là cấu trúc kiểu phương Tây lớn nhất và lâu đời nhất ở Jeolla Nam và Jeolla Bắc. Nhà thờ cũng là nơi Phaolô Yun Ji-chung, vị thánh tử đạo đầu tiên của Hàn Quốc qua đời.. Phong cách kiến trúc của Nhà thờ Jeondong là sự pha trộn giữa kiến trúc Roman và Byzantine, được coi là một trong những tòa nhà đẹp nhất ở Hàn Quốc.

### Omokdae
Nằm ở phía đông của làng là nơi Lý Thành Quế, người sáng lập triều đại nhà Triều Tiên đã tổ chức một bữa tiệc ngoài trời trong sau khi trở về từ Gaegyeong trong chiến thắng trước quân xâm lược Nhật Bản đổ bộ tại núi Hwangsan. Nằm ở độ cao lớn khiến Omokdae trở thành một nơi tốt để ngắm cảnh xung quanh. Nhiều khách du lịch bắt đầu hành trình của họ ở đây.

### Jeonju Hyanggyo

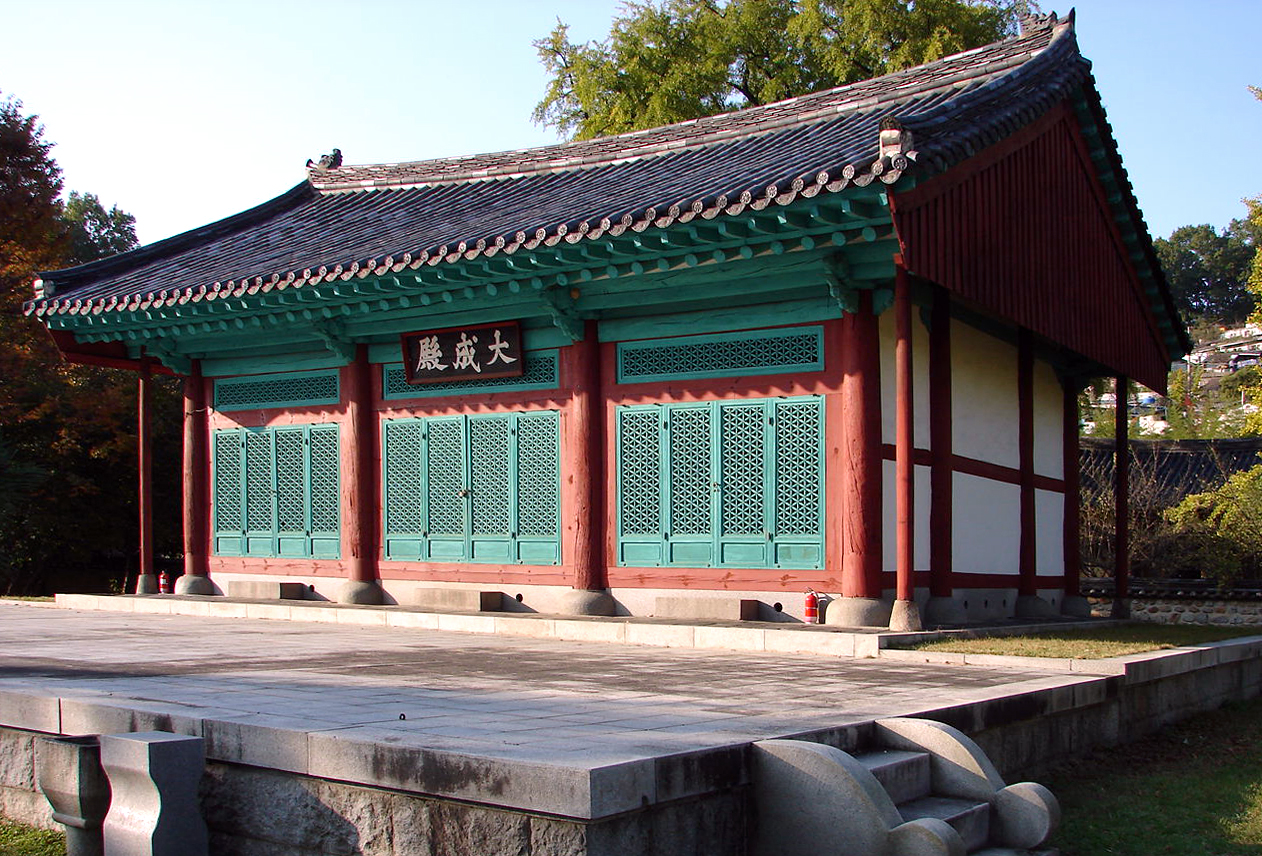
Daeseongjeon (Sảnh đền thờ) tại Jeonju Hyanggyo.

Jeonju Hyanggyo là một đền thờ Nho giáo và trường học dành cho sinh viên ở Jeonju trong thời kỳ nhà Triều Tiên. Nó được xây dựng lần đầu tiên bởi Cung Mẫn Vương vào năm 1354 trong triều đại Cao Ly. Ban đầu nó được đặt tại khu vực đền thờ Gyeonggijeon ở Jeonju, tuy nhiên đã được di dời hai lần sau hai cuộc chiến. Phòng chính trong khu vực đền thờ được gọi là Daeseongjeon (Sảnh đền Khổng giáo) nằm ở phía trước, trong khi giảng đường được gọi là Nottyundang nằm ở phía sau. Đây là một bố cục bất thường cho một trường Hyanggyo. Tổng cộng có 99 phòng tại Jeonju Hyanggyo và nó được xếp hạng là Báu vật Quốc gia số 379. It is the Korean Historical Treasure #379.

### Gyeonggijeon

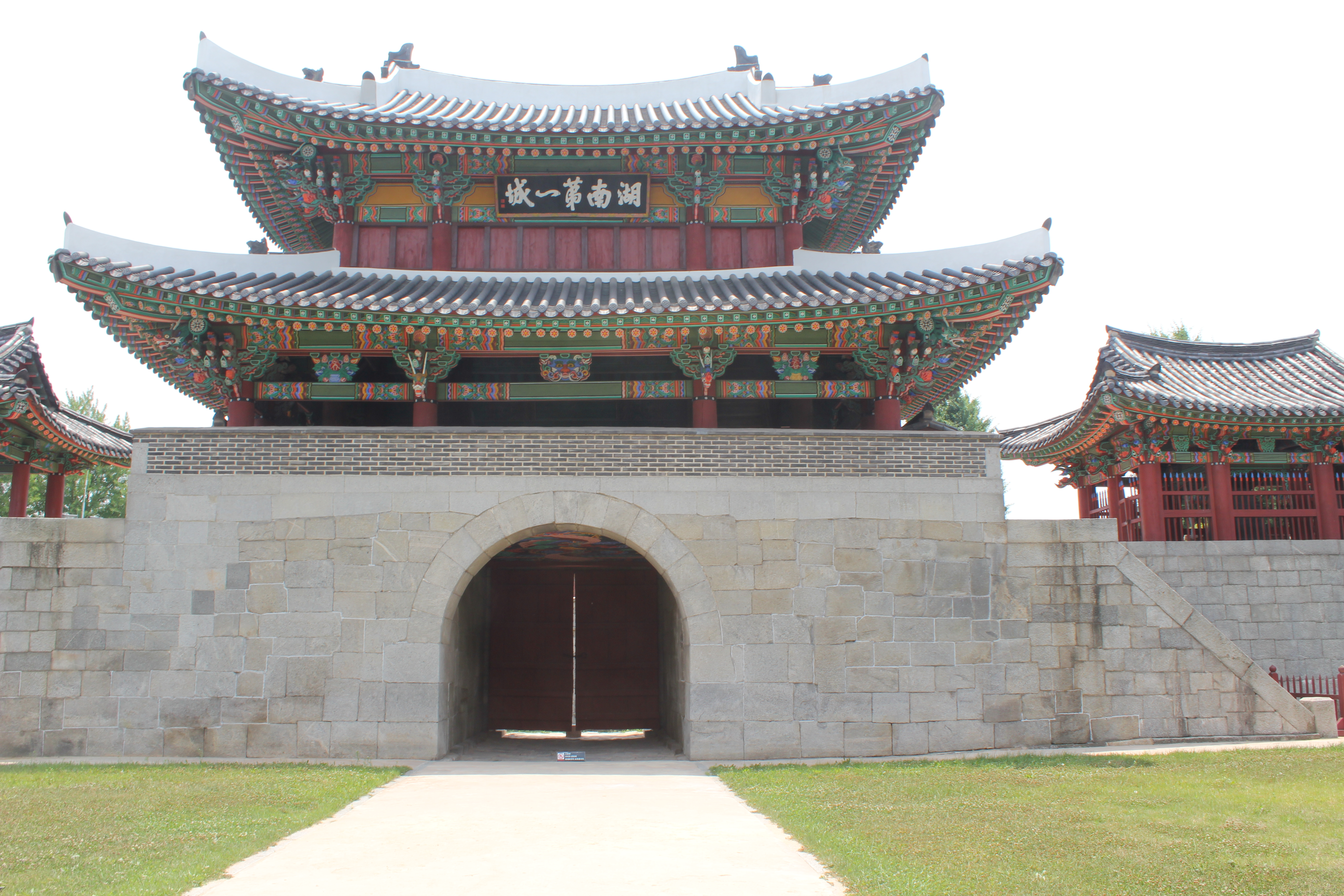
Cổng Pungnam.

Gyeonggijeon là sảnh đường nơi lưu giữ chân dung của Lý Thành Quế.  Nó được xây dựng vào năm 1410, tức năm thứ 10 dưới thời vua Thái Tông. Gyoenggijueon được xếp hạng là Cột mốc lịch sử cá nhân Hàn Quốc số 339, trong khi bức chân dung của chính Lý Thành Quế được xếp hạng là Báu vật quốc gia Hàn Quốc số 317. Gyeonggijeon nằm ở phía trước làng Jeonju, đó là lý do tại sao nhiều khách du lịch đến tham quan nó đầu tiên. Sảnh đường này từng lớn hơn nhiều so với bây giờ. Phần phía tây và gian phụ bị phá hủy để nhường chỗ cho một trường tiểu học thời kỳ Triều Tiên thuộc Nhật. Tòa nhà còn lại là một cấu trúc đơn giản dẫn vào qua một bộ cổng ngoài và cổng trong.

### Cổng Pungnam
Cổng Pungnam là cổng phía nam của bức tường bao quanh Jeonju trong triều đại nhà Triều Tiên. Đó là cánh cổng duy nhất còn lại sau khi bức tường bị phá hủy. Nó được xếp hạng là Báu vật Quốc gia số 308 vào ngày 21 tháng 1 năm 1963. Jeonju là thủ phủ của khu vực trong triều đại nhà Triều Tiên, vì vậy nó có một hệ thống các công sự bao quanh để bảo vệ. Nó có cổng ở cả bốn hướng, nhưng tất cả chúng đều bị phá hủy vào năm thứ 30 dưới thời cai trị của vua Tuyên Tổ (1597). Nó bắt đầu được sửa chữa từ năm 1978 và sau ba năm thì cổng đã được khôi phục. Cách sắp xếp cột của cổng, đặc biệt là ở tầng gác thứ hai là một kiểu xây dựng rất hiếm ở Hàn Quốc.

### Trung tâm Hanji truyền thống

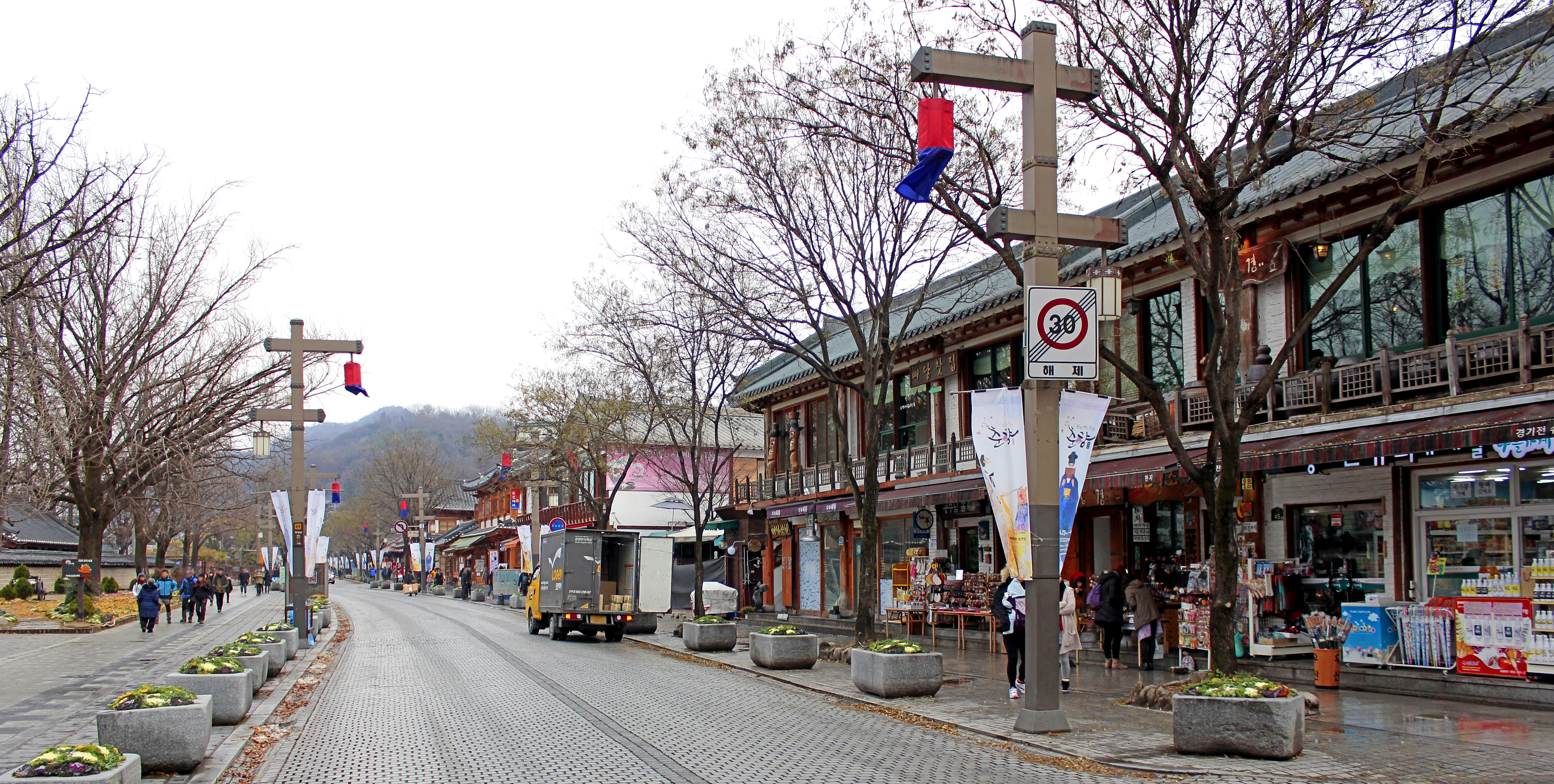
Một dãy dài các cửa hàng hiện đại tại làng Hanok Jeonju.

Giấy Hàn Quốc được làm bằng các kỹ thuật sản xuất giấy truyền thống. Giấy truyền thống đích thực được sản xuất tại đây chiếm đến 80% là xuất khẩu sang Nhật Bản. Phần còn lại được bán ở Hàn Quốc. Khách du lịch có thể tham gia vào các chương trình làm giấy khác nhau bao gồm thiết kế các mẫu cho giấy.

## Chỉ trích
Khu vực này bị chỉ trích vì thay thế văn hóa truyền thống bằng văn hóa tập trung vào du lịch. Với hơn 6 triệu lượt du khách ghé thăm mỗi năm khiến số lượng cơ sở thương mại tại làng Jeonju tăng mạnh trong hơn hai năm qua. Hơn 50% trong số 506 cơ sở thương mại trong làng được mở sau năm 2013, với số lượng cửa hàng tăng lên nhanh chóng. Nhiều trong số này là các cửa hàng thực phẩm và đồ uống. Đồng thời, số lượng nhà trà truyền thống đã giảm xuống chỉ còn sáu nhà. Nhiều xưởng thủ công mỹ nghệ đã được thay thế bởi các cửa hàng lưu niệm hiện đại. Lượng khách du lịch cao đã dẫn đến sự gia tăng chi phí thức ăn và phòng khách sạn.